# Efflorescenza del cioccolato
L'efflorescenza è un termine generale che descrive la tendenza di alcuni composti a perdere acqua di cristallizzazione, cosicché i sali salgono sulla superficie formando depositi.

## Efflorescenza del cioccolato
Conservando del cioccolato in contenitori di terracotta, a differenza di altri contenitori di materiali differenti, si accelera considerevolmente il processo della efflorescenza del cioccolato.
Il cioccolato inizia visibilmente come a trasudare, emergendo in superficie tante piccole goccioline oleose e appiccicose. Questo fenomeno dell'Efflorescenza è dovuto alla separazione del grasso e dello zucchero contenuto nel cioccolato. L'efflorescenza del grasso è dovuta alle temperature di conservazione più alte che possono causare un parziale scioglimento del burro di cacao (rendendo la superficie traslucida), l'efflorescenza dello zucchero è causata dall'umidità di superficie che con passaggi da temperature calde a fredde o viceversa causa lo scioglimento dello zucchero con formazione di minuscole goccioline di H2O la cui successiva evaporazione cristallizza lo zucchero sciolto in essa. Il coccio in terracotta, rispetto agli altri materiali trattiene maggiormente e più a lungo il calore ed in più essendo poroso “imprigiona” tra le sue molecole una maggiore quantità di umidità ricevuta dall'aria circostante.
Da queste considerazioni è facile trarre la debita conseguenza che il coccio non è il materiale idoneo per riporre il cioccolato.
Il cioccolato andrebbe incartato in carta stagnola, ammassato il più possibile per evitare sacche d'aria e conservato a circa 16/18 °C a una bassa umidità.
Il problema dell'efflorescenza può essere diminuito aggiungendo emulsionanti, ma questi rendono più “molle” il cioccolato, mentre le uova di Pasqua devono essere dure.
Per rendere “duro” il cioccolato, quindi, vengono usati i cosiddetti “stabilizzanti” la cui quantità può variare a seconda che si desideri renderlo più o meno duro e quindi più o meno stabile alle variazioni di temperatura.
Lo stabilizzante più usato è la “stearina” che è un grasso “trigliceride” (3 molecole di acido grasso “stearico” condensate con il glicerolo). La stearina serve per preparare le candele ed è intuibile il suo effetto dovuto alla resistenza alla temperatura ed è, altresì,  evidente che sia potenzialmente in grado di aumentare il fenomeno dell'efflorescenza.
Il cioccolato presenta due tipologie di efflorescenza, di seguito elencate:
- efflorescenza del grasso;
- efflorescenza degli zuccheri.

### Efflorescenza del grasso
Il fenomeno si presenta inizialmente come una perdita di brillantezza della superficie di cioccolato e comparsa di un deposito bianco.
Le ragioni possono essere diverse e variano a seconda dei componenti del prodotto (instabilità di alcuni ingredienti) e dei parametri di conservazione usati. 

La pratica mostra come prodotti contenenti grassi compatibili possano formare diversi tipi di efflorescenza:
- temperature alte di conservazione, superiori a 30 °C, causano un parziale scioglimento del burro di cacao provocando una miscela delle forme IV e V, permettendo la trasformazione di parte della forma IV di ricristallizzarsi in forma V migrando in superficie;
- temperature normali, intorno 20 °C. Si può avere un passaggio del burro dalla forma V alla forma più stabile IV polimorfa (1);
- temperature basse, comprese fra 10 e 15 °C, possono provocare opacità della superficie.

Nota: il processo è reversibile previo aumento della temperatura.
In prodotti contenenti ripieni, l'efflorescenza può essere causata dallo spostamento dei grassi verso l'esterno. Caratteristica comune ai processi finora descritti è la trasformazione dei cristalli polimorfi di burro cacao dalla forma V alla forma IV.
Il grasso di burro, sebbene il non sempre desiderato effetto ammorbidente, è uno storico agente antiefflorescente.
Per stabilizzare il cioccolato, è necessario inseminare la forma IV, che è più stabile, durante la tempra. Se il cioccolato è temprato e stabilizzato con cristalli IV, è più resistente al fenomeno. Un altro trigliceride utilizzato è la stearina, ma il suo effetto sembra sia dovuto maggiormente alla sua resistenza alla temperatura.

Possono essere utilizzati anche degli emulsionanti, perché modificano i cristalli, aumentando la fase liquida del cioccolato e ritardando la formazione di efflorescenza.

### Efflorescenza dello zucchero
Questo fenomeno è in genere causato dall´umidità superficiale che causa lo scioglimento dello zucchero presente nel cioccolato. In seguito all'evaporazione dell'acqua, sulla superficie si formano cristalli di zucchero.
Una delle più frequenti cause di sugar bloom è la cattiva conservazione del prodotto. Veloci passaggi da temperature calde a fredde e viceversa, infatti, possono creare acqua di condensa che promuove il processo. Si ha un processo più accentuato quando il contatto tra il prodotto e l'incarto non è continuo, ma esistono delle zone dove potrebbe essere intrappolata l'aria.
Questo tipo di problema è gestibile principalmente agendo sulle norme di conservazione del prodotto. Ciò vuol dire temperature comprese tra i 16 e i 18 °C e umidità relativa non superiore al 55 %.